# 阿波羅海灘 (佛羅里達州)
阿波羅海灘（英語：Apollo Beach）是位於美國佛羅里達州希爾斯波羅縣的一個人口普查指定地區。

## 地理
阿波羅海灘的座標為27°46′19″N 82°24′39″W / 27.77194°N 82.41083°W，而該地最高點為海拔高度1米（即3英尺）。

## 人口
根據2010年美國人口普查的數據，阿波羅海灘的面積為57.70平方千米，當中陸地面積為51.40平方千米，而水域面積為6.30平方千米。當地共有人口14055人，而人口密度為每平方千米243人。